# Villaraboud
Villaraboud (toponimo francese) è una frazione di 309 abitanti del comune svizzero di Siviriez, nel Canton Friburgo (distretto della Glâne).

## Storia

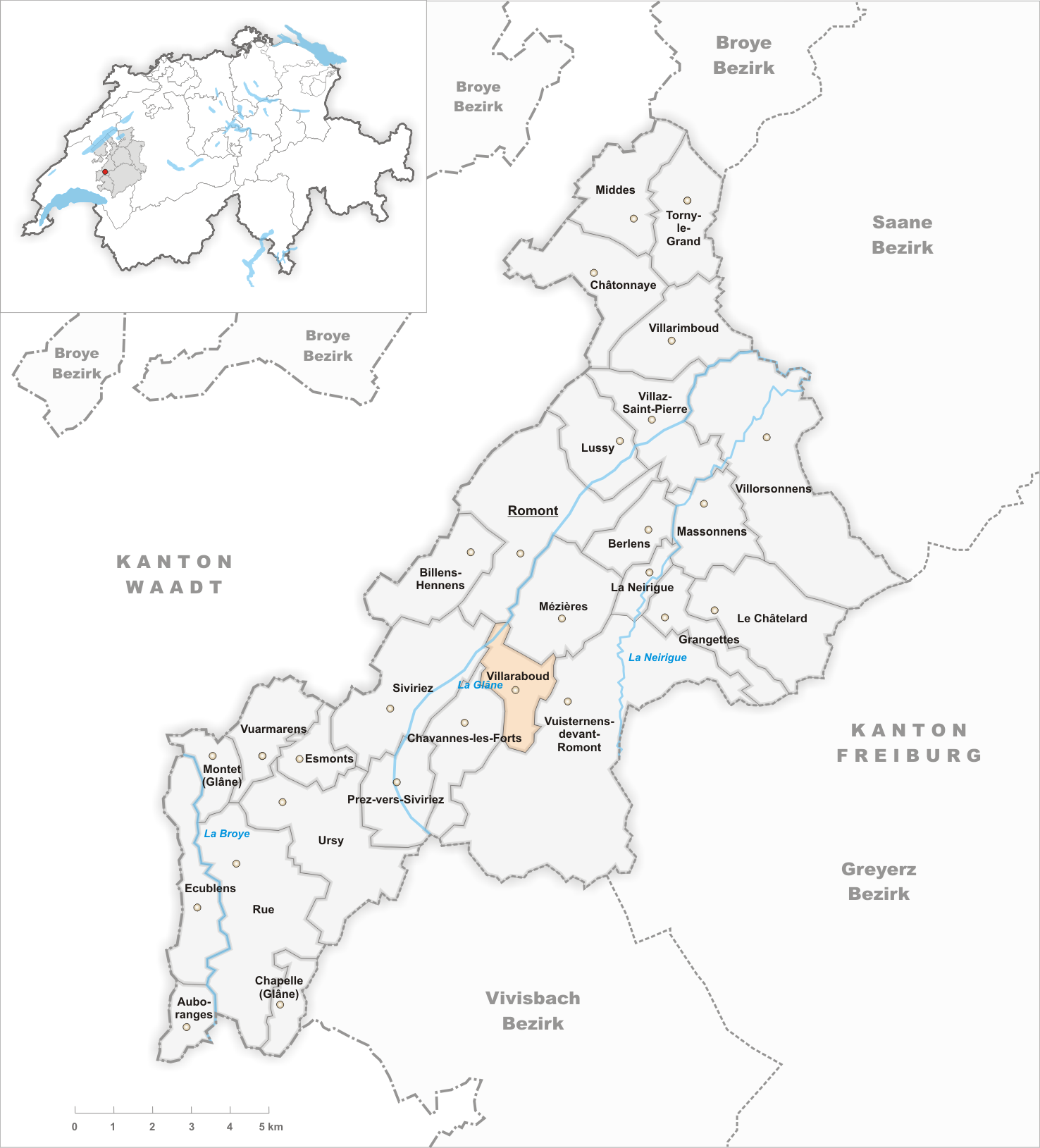
Il territorio del comune di Villaraboud prima degli accorpamenti comunali del 2004

Già comune autonomo, nel 2004 è stato accorpato a Siviriez assieme agli altri comuni soppressi di Chavannes-les-Forts e Prez-vers-Siviriez.

## Monumenti e luoghi d'interesse

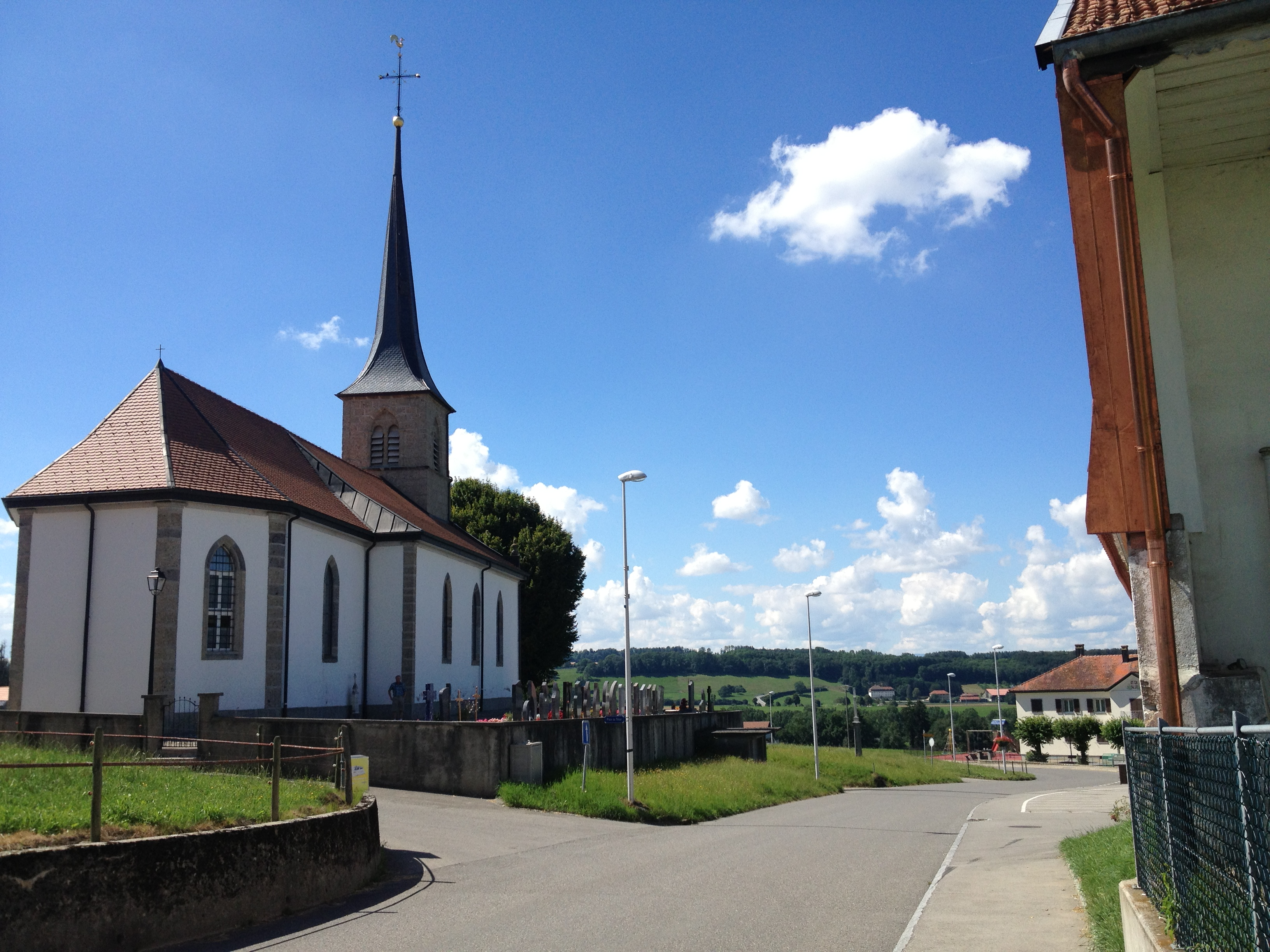
La chiesa cattolica di San Lorenzo

- Chiesa cattolica di San Lorenzo, attestata dal 1416 e ricostruita nel 1868[1].

## Società

### Evoluzione demografica
L'evoluzione demografica è riportata nella seguente tabella:
Abitanti censiti

## Amministrazione
Ogni famiglia originaria del luogo fa parte del comune patriziale che ha la responsabilità della manutenzione di ogni bene comune.